# Station Dettwiller
Station Dettwiller is een spoorwegstation in de Franse gemeente Dettwiller.